# Massilia guangdongensis
Massilia guangdongensis es una bacteria gramnegativa del género Massilia. Fue descrita en el año 2020. Su etimología hace referencia a la provincia china de Guangdong. Es anaerobia facultativa y móvil por varios flagelos. Tiene un tamaño de 0,8-0,9 μm de ancho por 1,7-2,7 μm de largo. Forma colonias circulares, ligeramente convexas y amarillas. Temperatura de crecimiento entre 10-37 °C, óptima de 24 °C. Catalasa positiva y oxidasa negativa. Es sensible a amikacina, gentamicina, kanamicina, neomicina, doxiciclina, minociclina, norfloxacino, ciprofloxacino, vancomicina y sulfametoxazol. Resistente a oxacilina y clindamicina. Tiene un contenido de G+C de 64%. Se ha aislado de un río en China. 